# 卜算子
卜算子，词牌名。双调，四十四字，上下阕各四句，兩仄韻，上去通押。也有一体单押入声韵。取义于“占卜算命之人”。

## 異名
蘇軾詞，有“缺月掛疏桐”句，故又名《缺月掛疏桐》；秦湛詞，有“極目煙中百尺樓”句，故又名《百尺樓》；僧皎詞，有“目斷楚天遙”句，故又名《楚天遙》；無名氏詞，有“蹙破眉峰碧”句，故又名《眉峰碧》。

## 词牌格式
平表示平聲，
仄表示仄聲，
仄表示本仄可平，
平表示本平可仄，粗體表示韻腳。

### 正體
仄仄仄平平，仄仄平平仄。平仄平平仄仄平，仄仄平平仄。

仄仄仄平平，仄仄平平仄。仄仄平平仄仄平，仄仄平平仄。

例词：
- 蘇軾

缺月挂疏桐，漏断人初静。谁见幽人独往来，缥缈孤鸿影。
惊起却回头，有恨无人省。拣尽寒枝不肯栖，寂寞沙洲冷。
- 陸游

驛外斷橋邊，寂寞開無主。已是黃昏獨自愁，更著風和雨。
無意苦爭春，一任群芳妒。零落成泥碾作塵，只有香如故。

### 近現代
- 毛泽东

《卜算子•咏梅》
读陆游咏梅词，反其意而用之。
风雨送春归，飞雪迎春到。已是悬崖百丈冰，犹有花枝俏。
俏也不争春，只把春来报。待到山花烂漫时，她在丛中笑。

### 變體一
雙調，四十四字，上下闕各四句、三仄韻。

仄仄平平仄，仄仄平平仄。仄仄平平仄仄平，仄仄平平仄。
仄仄平平仄，仄仄平平仄。仄仄平平仄仄平，仄仄平平仄。

例词：
- 石孝友

見也如何暮，別也如何遽。別也應難見也難，後會難憑據。
去也如何去，住也如何住。住也應難去也難，此際難分付。

### 變體二
雙調，四十五字，上闕四句、兩仄韻，下闋四句、三仄韻。

平平平仄平，仄仄平平仄。仄仄平平仄仄平，仄仄平平仄。
仄仄平平仄，平仄平平仄。平仄平平仄仄平，平仄仄、平平仄。

例词：
- 徐俯

胸中千種愁，掛在斜陽樹。綠葉陰陰自得春，草滿鶯啼處。
不見淩波步，空想如簧語。門外重重疊疊山，遮不斷、愁來路。

### 變體三
雙調，四十五字，上下闕各四句、兩仄韻。

仄仄仄平平，仄仄平平仄。平仄平平仄仄平，仄平仄、平平仄。
平仄仄平平，平仄平平仄。平仄平平仄仄平，仄仄平平仄。

例词：
- 黃公度

薄宦各東西，往事隨風雨。先是驪歌不忍聞，又何況、春將暮。
愁共落花多，人逐征鴻去。君向瀟湘我向秦，後會知何處。

### 變體四
雙調，四十六字，上闕四句、兩仄韻，下闋四句、三仄韻。

仄仄平仄仄，仄仄平平仄。平仄平平仄仄平，仄仄仄、平平仄。
平平平仄仄，平仄平平仄。平仄平平平仄平，仄仄仄、平平仄。

例词：
- 張先

夢短寒夜長，坐待清霜曉。臨鏡無人為整妝，但自學、孤鸞照。
樓臺紅樹杪，風月依前好。江水東流郎在西，問尺素、何由到。

### 變體五
雙調，四十六字，上下闕各四句、三仄韻。

平仄平平仄，仄仄平平仄。仄仄平平平平仄，仄仄仄、平平仄。
仄平仄平仄，仄仄平平仄。仄仄平平仄平仄，仄仄仄、平仄仄。

例词：
- 杜安世

深院花鋪地，淡淡陰天氣。水榭風亭朱明景，又別是、愁情味。
有情奈無計，漫惹成憔悴。欲把羅巾暗傳寄，細認取、斑點淚。